# 地獄谷 (登別市)
地獄谷（じごくだに、英: Jigokudani）は、北海道登別市にある爆裂火口群。

## 概要
地獄谷は活火山「俱多楽」の西麓にあり、大湯沼や日和山とともに後カルデラ火山の「登別火山」を構成している。地獄谷の直径は約450 m、面積は約11 haあり、高温の噴気・熱水活動が続き登別温泉の源泉になっている。支笏洞爺国立公園の「特別保護地区」に指定されている。
遊歩道を整備しており（冬季通行止め）、夜間は「鬼火の路」としてライトアップしている。また、自然公園財団による「登別温泉パークサービスセンター」があるほか、5月から10月までは「登別市観光ボランティアガイド会」が観光客向けに周辺を案内する活動を行っている。

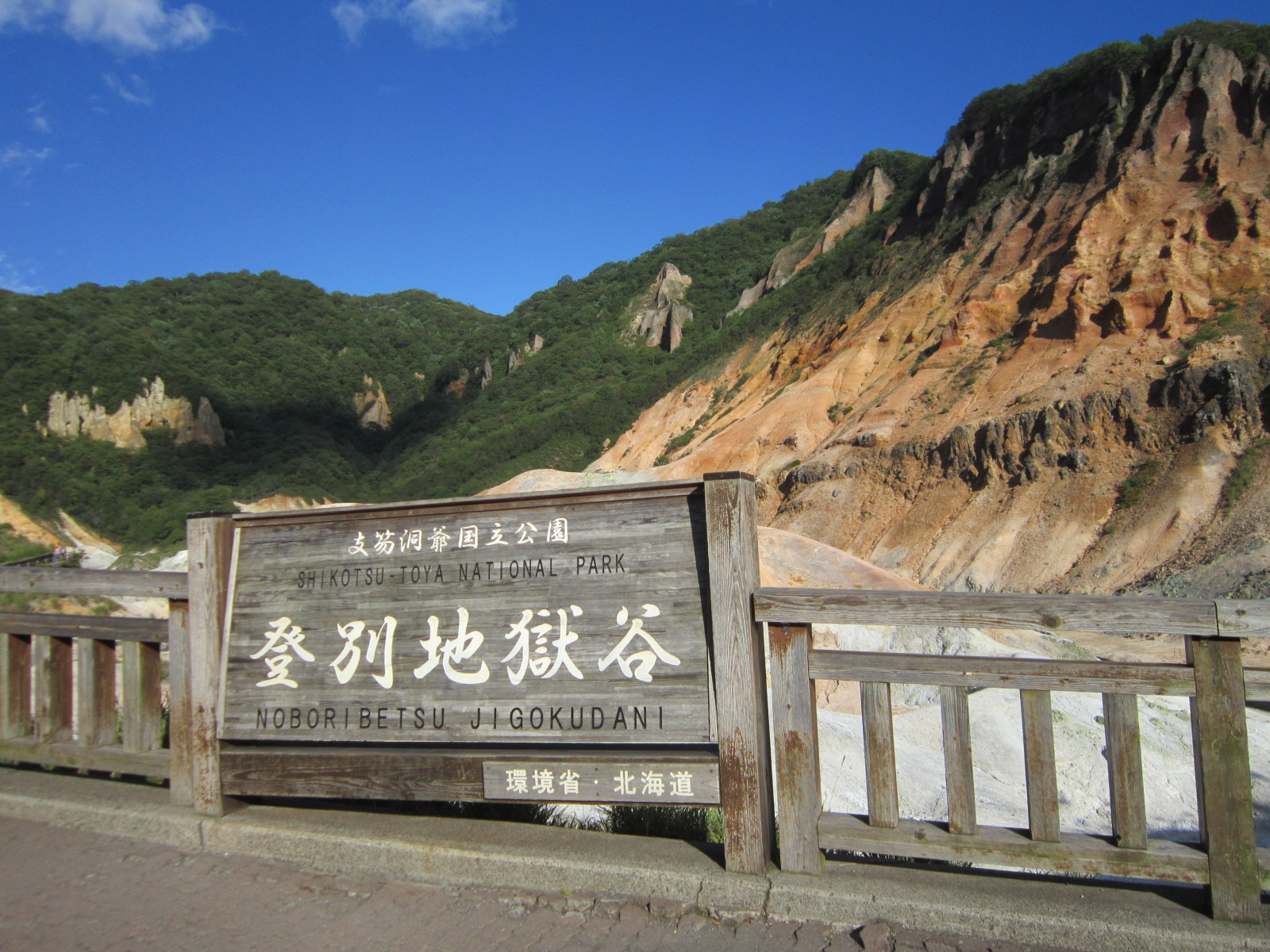
地獄谷
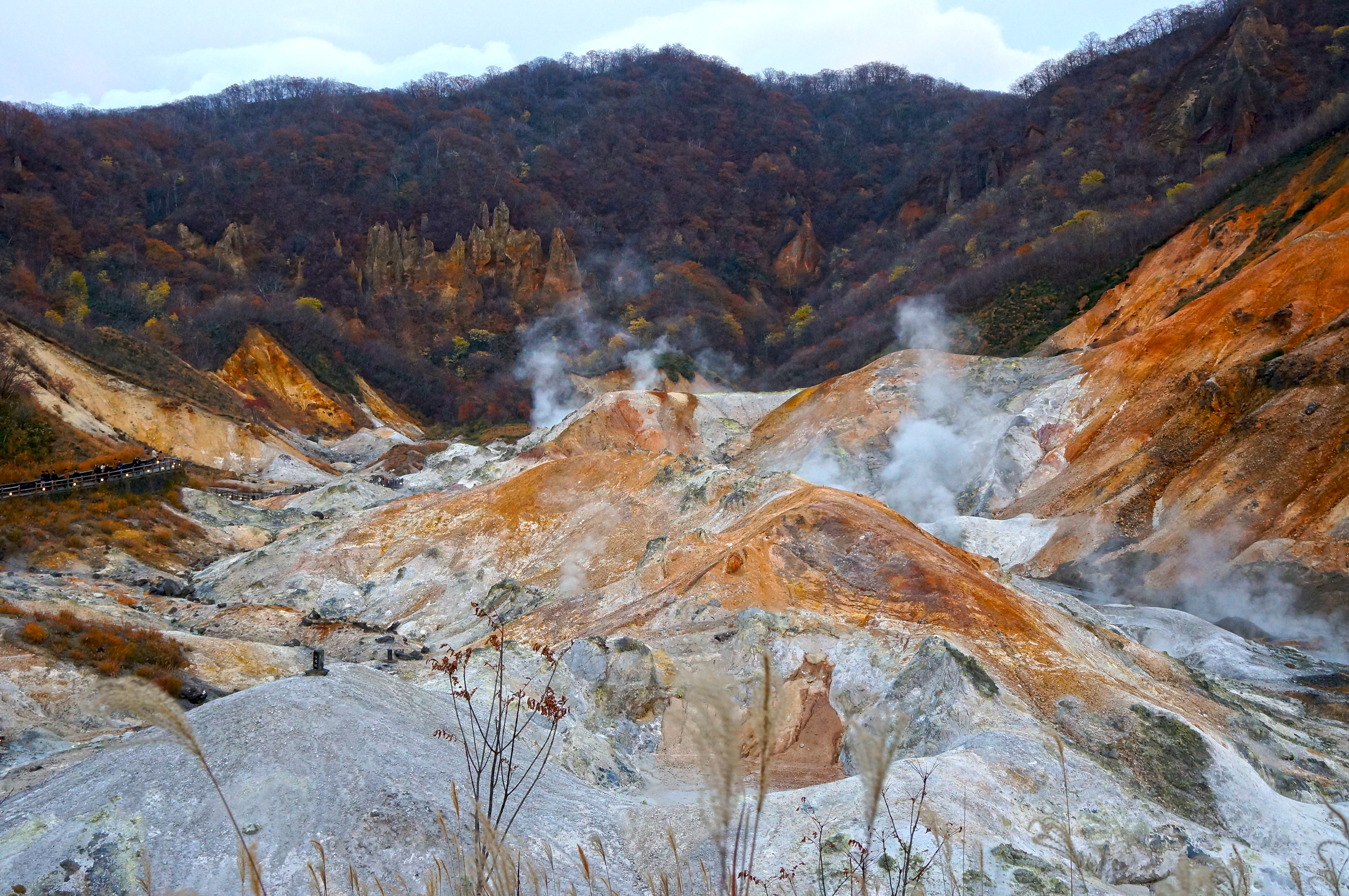
地獄谷
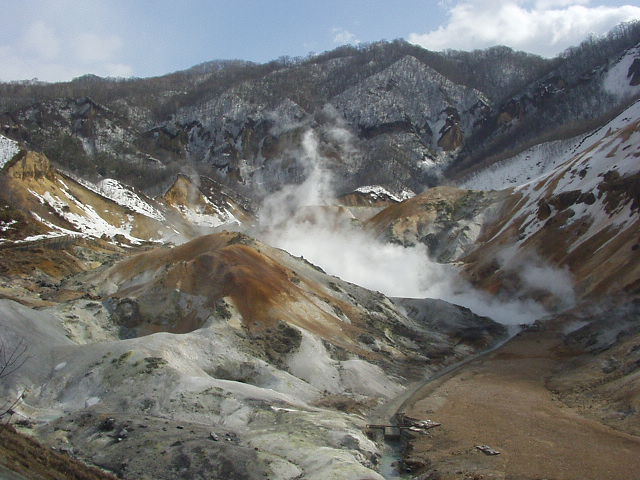
地獄谷
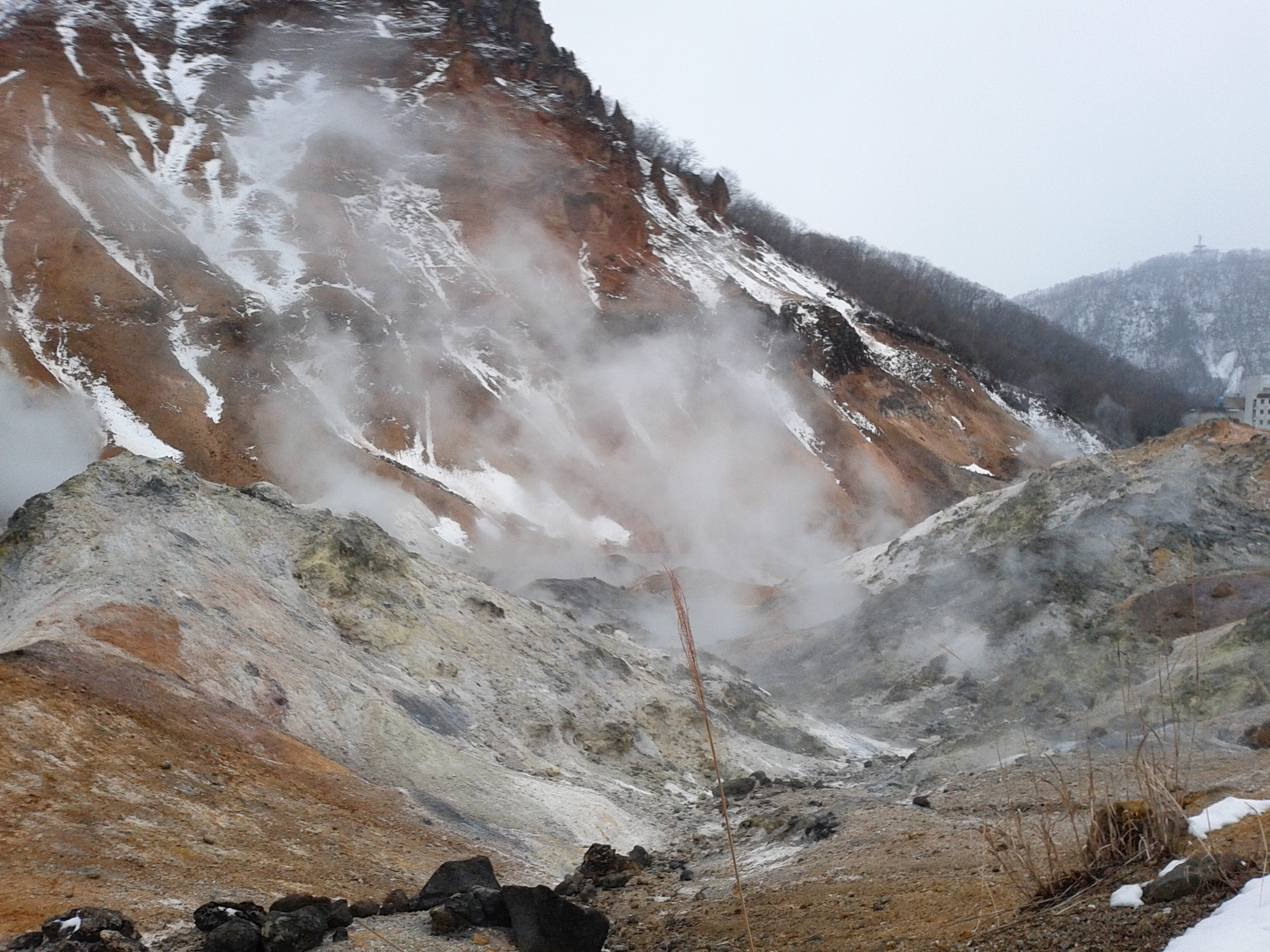
地獄谷
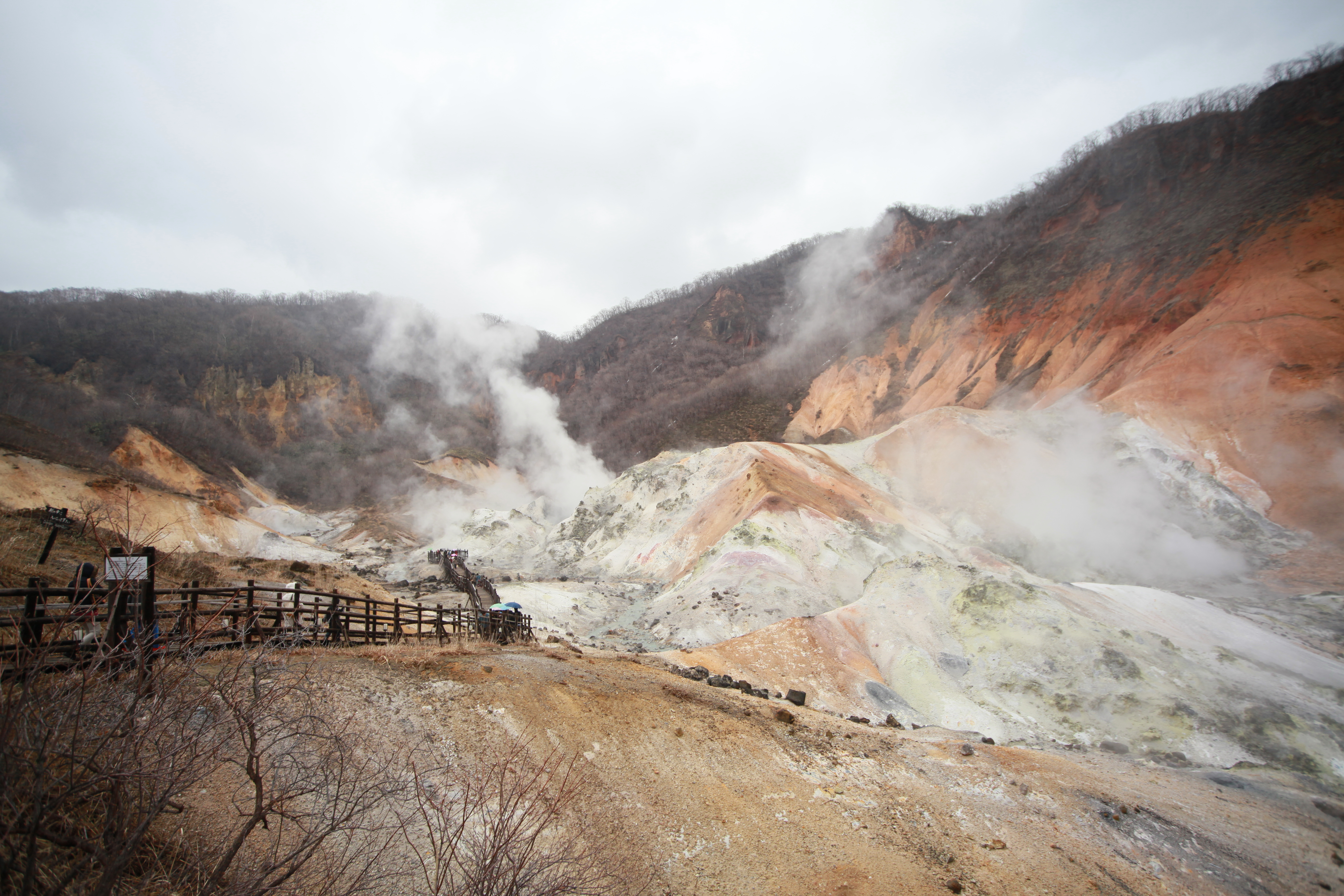
地獄谷
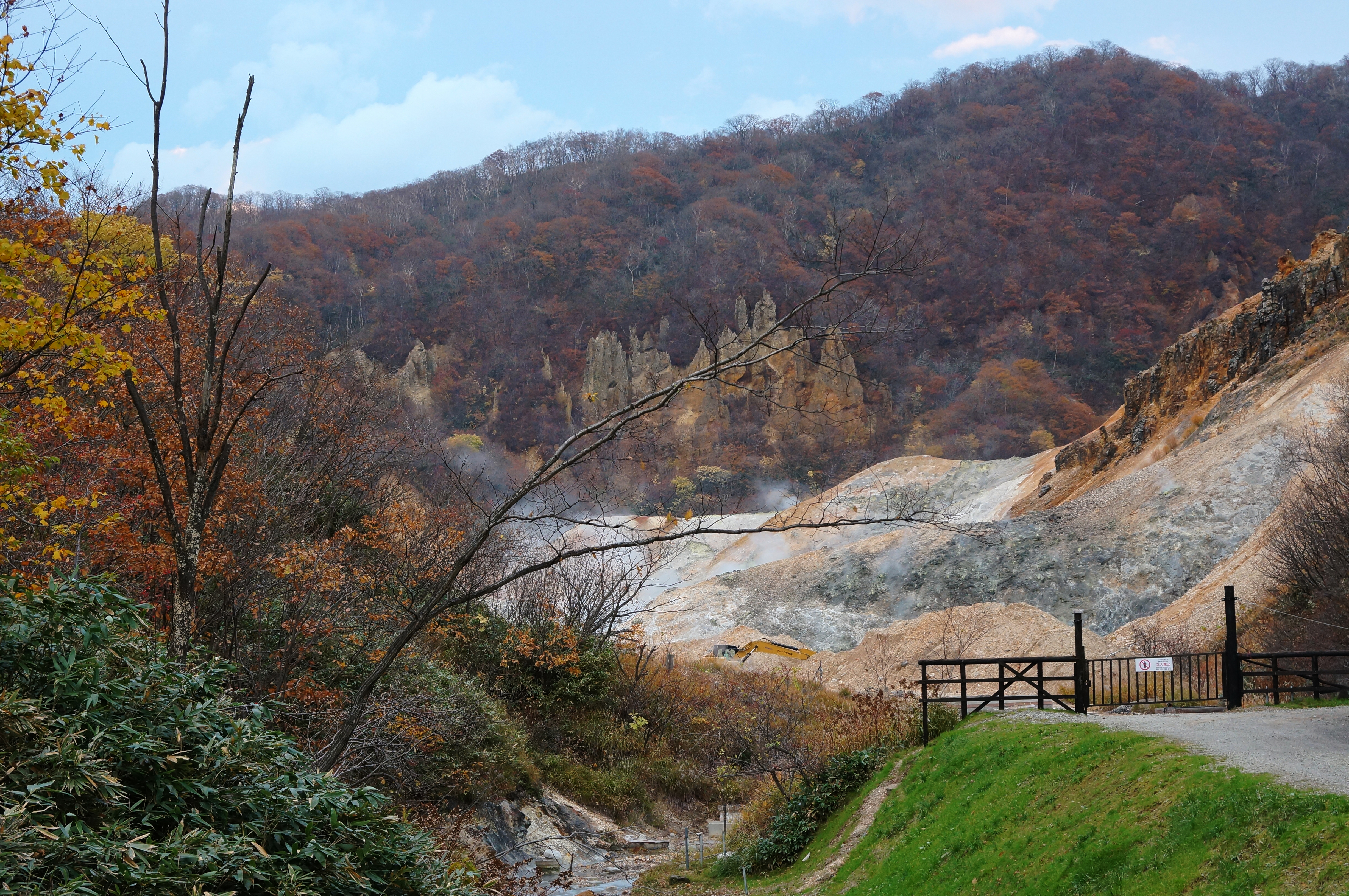
地獄谷
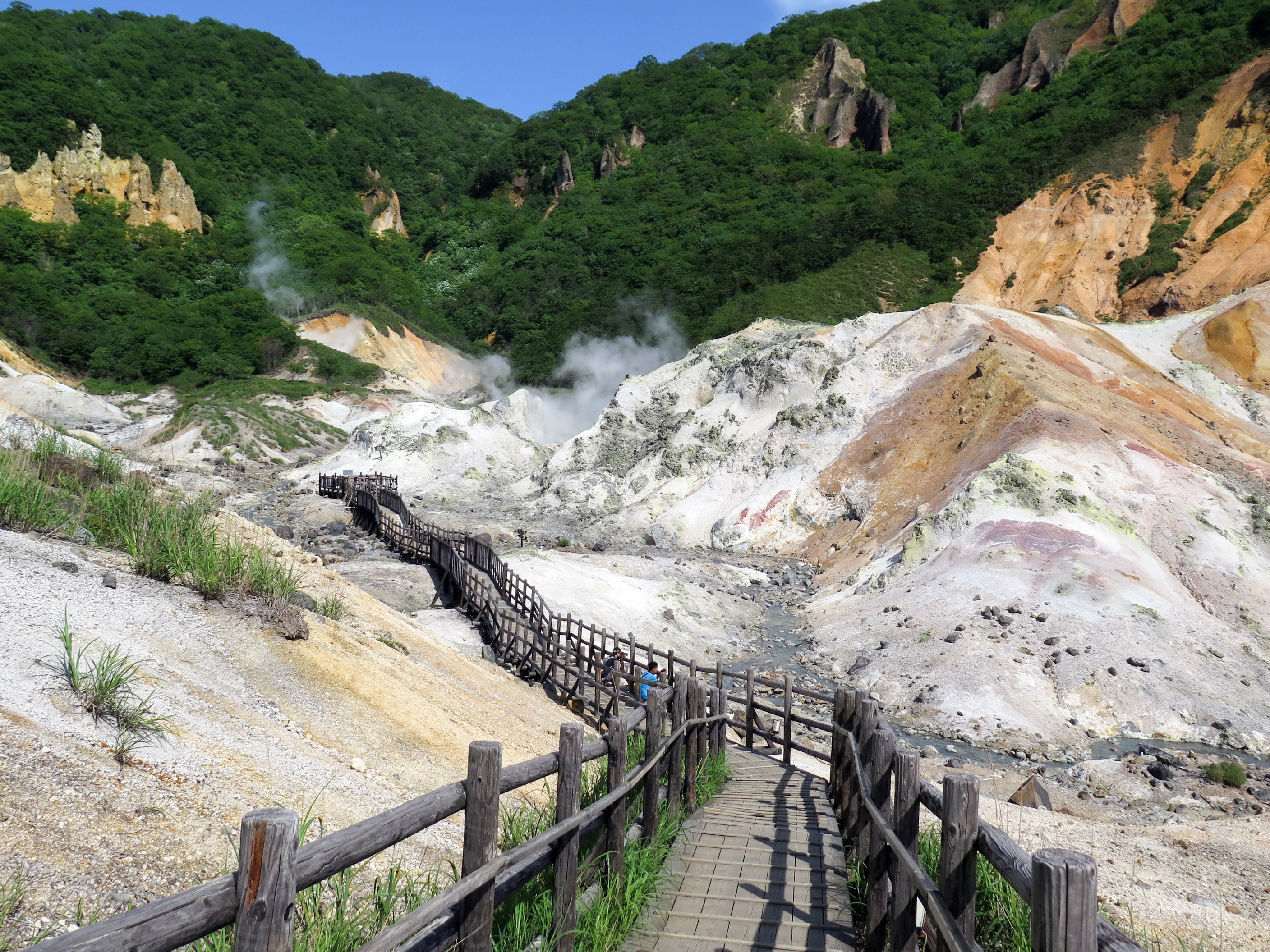
鉄泉池へ接続する遊歩道
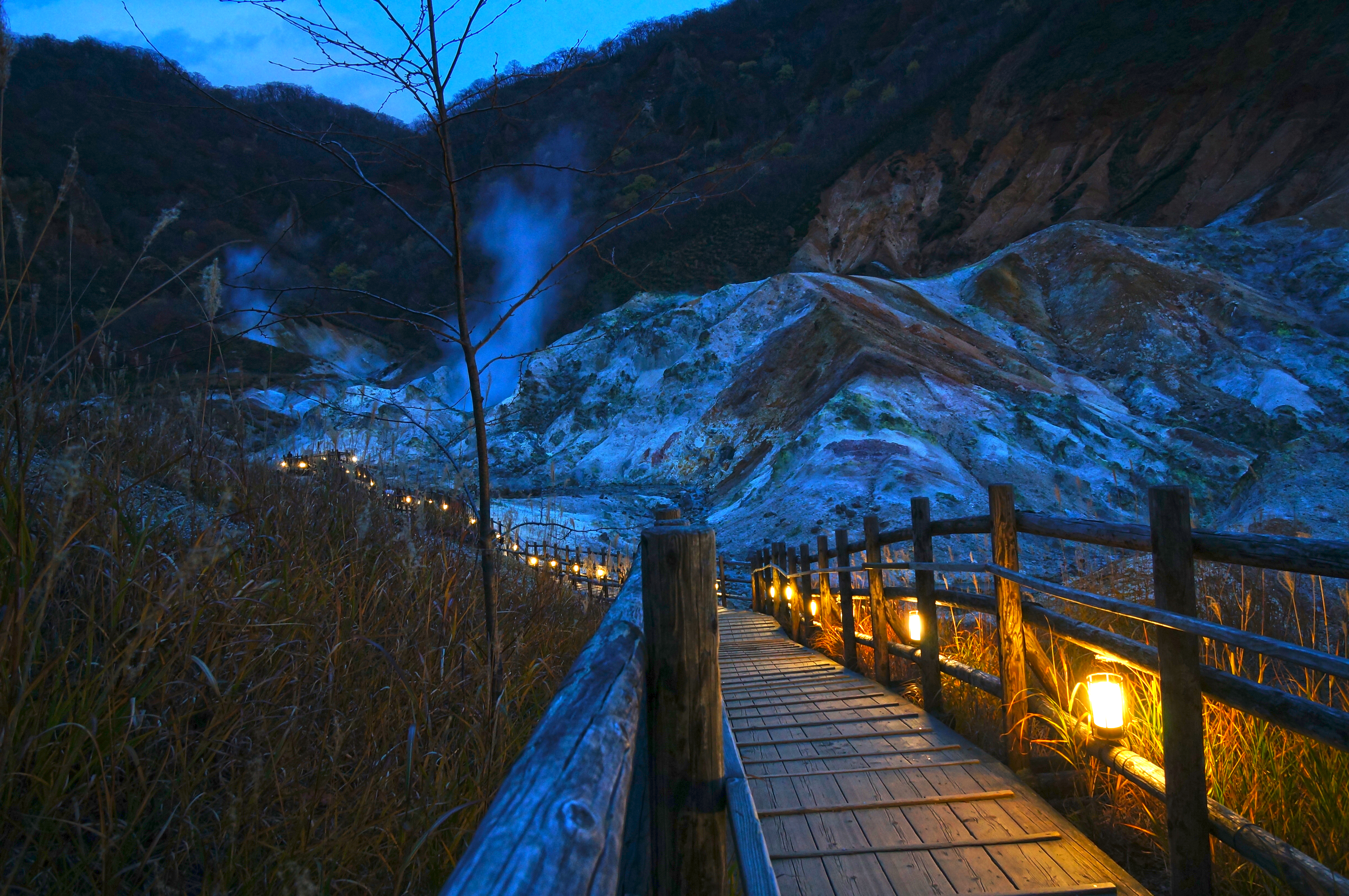
ライトアップした遊歩道

## 歴史
約15,000年前に「俱多楽」西麓で始まった火山活動により日和山に溶岩ドームが形成された。約8,000年前から水蒸気噴火を繰り返したことにより大湯沼や地獄谷が形成された。最新の噴火は日和山—大湯沼—裏地獄火口列で発生しており、約200年前の活動と推定している。2015年（平成27年）10月1日から噴火警戒レベルの運用を開始した。

## 選定
- かおり風景100選「登別地獄谷の湯けむり」（2001年）[8]
- 北海道遺産「登別温泉地獄谷」（2004年）[9]
- 日本紅葉の名所100選「地獄谷」（2010年）
- 日本美しの森 お薦め国有林「登別温泉風景林」（2017年）[10]

## アクセス・駐車場
- 道南バス「第一滝本前」バス停から徒歩約5分
- 道央自動車道登別東ICから約6 km
- 北海道旅客鉄道（JR北海道）登別駅から約8 km
- 駐車場あり（有料）

## 参考資料
- “俱多楽”.  気象庁. 2017年10月3日閲覧。
- “倶多楽・登別火山群”.  産業技術総合研究所地質調査総合センター. 2017年10月3日閲覧。